# 127935 Reedmckenna
127935 Reedmckenna è un asteroide della fascia principale. Scoperto nel 2003, presenta un'orbita caratterizzata da un semiasse maggiore pari a 2,5808549 au e da un'eccentricità di 0,2588124, inclinata di 4,79492° rispetto all'eclittica.
L'asteroide è dedicato allo scienziato statunitense Reed McKenna.